# سردو سفلی
سردو سفلی، روستایی از توابع بخش دیشموک شهرستان کهگیلویه در استان کهگیلویه و بویراحمد ایران است.

## جمعیت
این روستا در دهستان بهمئی سرحدی غربی قرار دارد و براساس سرشماری مرکز آمار ایران [[سرشماری عمومی نفوس و مسکن(۱۳۹۹)|در سال۱۳۹۹، جمعیت آن800 نفر (120خانوار) بوده‌است.